# Warkton
Warkton es un pueblo y una parroquia civil del distrito de Kettering, en el condado de Northamptonshire (Inglaterra). Está ubicado a aproximadamente medio kilómetro al este de la villa de Kettering, la sede administrativa del distrito, y próximo a los pueblos de Weekley y Barton Seagrave.

## Demografía
Según el censo de 2001, Warkton tenía 144 habitantes (73 varones y 71 mujeres). 24 (16,67%) de ellos eran menores de 16 años, 110 (76,39%) tenían entre 16 y 74, y 10 (6,94%) eran mayores de 74. La media de edad era de 41,18 años. De los 120 habitantes de 16 o más años, 29 (24,17%) estaban solteros, 81 (67,5%) casados, y 10 (8,33%) divorciados o viudos. 83 habitantes eran económicamente activos, 79 de ellos (95,18%) empleados y otros 4 (4,82%) desempleados. Había 3 hogares sin ocupar y 58 con residentes.
| 220                         | 206 | 247 | 301 | 313 | 309 | - | - | 259 | 247 | 233 | 213 | 192 | 199 | - | 169 | 141 |
| (Fuente: Vision of Britain) |     |     |     |     |     |   |   |     |     |     |     |     |     |   |     |     |